# Pythis
Pythis är ett släkte av skalbaggar. Pythis ingår i familjen vivlar.
Kladogram enligt Catalogue of Life:
| Pythis | \| \| Pythis amplicollis \| \| \| \| |
|        | \| \| Pythis amplicollis \| \| \| \| |
|        | Pythis amplicollis                   |
|        |                                      |